# Tuva Jagell
Tuva Rebecka Elisabet Jagell, född 29 maj 1998 i Göteborg, är en svensk skådespelerska mest känd för rollen som "Kim" i filmatiseringen av Pojkarna. 
Tuva Jagell växte upp i Hammarkullen i Göteborg. Hon har även medverkat i några kortfilmer och TV-serier. Förutom film har hon ett starkt intresse för musik och drömmer om att spela i en musikal.

## Filmografi
| År   | Titel                             | Roll           | Noteringar |
| ---- | --------------------------------- | -------------- | --- |
| 2015 | Pojkarna                          | Kim som flicka | Nominerad för Guldbaggen för bästa kvinnliga huvudroll 2017. Pris för bästa huvudroll vid LGBT-filmfestivalen i Bilbao. |
| 2017 | Syskon                            | Emilia         | Kortfilm |
| 2018 | Bojsen från Bastuträsk            | Vera           | Kortfilm |
| 2019 | Drömfångaren                      | Senja          | Kortfilm |
| 2019 | Vår tid är nu                     | Ung tjej       | Ett avsnitt |
| 2020 | Svartklubb                        | Lina           | |
| 2020 | Maria Wern – En orättvis rättvisa | Elsa           | |
| 2021 | Huss                              | Hanna          | Avsnittet Gisslan |
| 2022 | Vikingasystrar                    | Fröja (ung)    | Röstroll |
| 2022 | Vi är unga                        | Bella          | Kortfilm |